# Flugplatz Melgerðismelar

i8
i11
i13
Der Flugplatz Melgerðismelar (ICAO-Code: BIMM) liegt im Nordosten von Island in der Gemeinde Eyjafjarðarsveit.
Dieser Flugplatz liegt etwa 20 km südlich vom Flughafen Akureyri und war bis 1954 dessen Vorgänger.
Er wurde ab 1940 von britischen Truppen und isländischen Arbeitern im Eyjafjarðardalur am Ufer der Eyjafjarðará angelegt.
Die Gegebenheiten vor Ort waren besonders günstig.
Der Flugplatz wurde später von den Amerikanern übernommen.
Bis zur Eröffnung des Flughafens Akureyri war er der Flugplatz der Stadt.
Danach wurde er weiter zur Ausbildung genutzt.
Jetzt ist hier der Svifflufélag Akureyrar (Segelflugverein) beheimatet, der dort einen alten Hangar aus dem Zweiten Weltkrieg unterhält.